# Katrina Leskanich

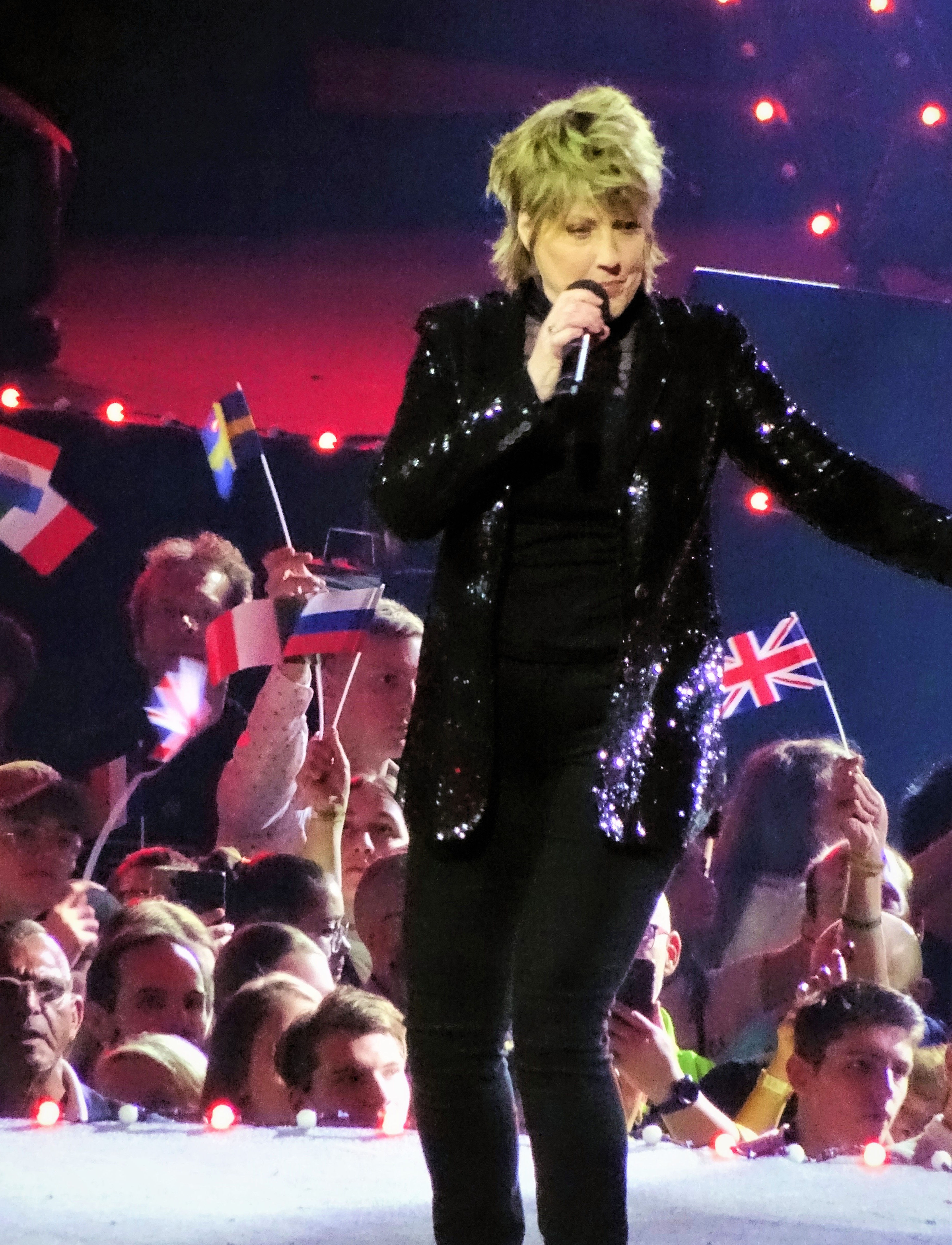
Katrina Leskanich (2019)

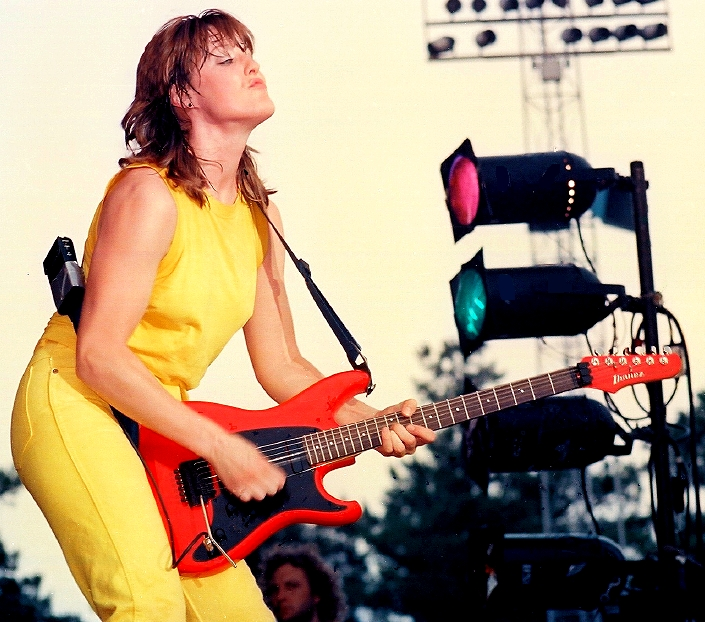
Katrina Leskanich (1986)

Katrina Leskanich (* 10. April 1960 in Topeka, Kansas) ist eine US-amerikanische Musikerin, die insbesondere als Frontfrau, Leadsängerin und Gitarristin der Rockband Katrina and the Waves bekannt wurde, die mit dem Titel Love Shine a Light den Eurovision Song Contest 1997 gewann. Der Durchbruch war Katrina and the Waves bereits 1985 durch den Song Walking on Sunshine gelungen.

## Leben
Leskanich ist Tochter eines USAF-Colonels. Sie wuchs in ihrem Geburtsort Topeka mit fünf Geschwistern auf, bis die Familie nach Europa zog. Nach einigen Jahren in Deutschland und den Niederlanden kam Leskanich 1976 nach London, wo sie heute noch lebt.
Ab 1998, nach ihrem Ausstieg bei Katrina and the Waves, moderierte Leskanich vier Jahre lang täglich eine mehrstündige Abendsendung beim Radiosender BBC Radio 2. Außerdem sang sie die Hauptrolle in dem Musical Leader of the Pack von Ellie Greenwich.
2005 gründete Leskanich eine neue Band, um am Melodifestivalen teilzunehmen, dem schwedischen Vorentscheid für den Eurovision Song Contest. Ursprünglich nannten sie sich erneut Katrina and the New Wave, doch der Unmut früherer Bandmitglieder führte zum abrupten Namenswechsel. Als Katrina and the Nameless erreichten sie mit dem von Thomas G:son geschriebenen Lied As if tomorrow will never come im vierten Halbfinale nur den dritten Platz und damit die „Zweite-Chance“-Runde, wo sie schließlich auf Rang sechs die Finalteilnahme verfehlten. Jedoch moderierte sie zusammen mit Renārs Kaupers, dem Leader der lettischen Band Brainstorm, die Jubiläumsshow Congratulations zum 50-jährigen Bestehen des ESC. 2006 erschien die Solo-CD Katrina Leskanich.
Seit 2008 ist sie in England mit ihrer Managerin Sher Harper verheiratet.
Ab 2012 spielte Katrina Leskanich mit neuer eigener Band wieder vermehrt Konzerte, vor allem in skandinavischen Ländern wie Schweden und Norwegen, aber auch vereinzelt in Belgien, Spanien und Deutschland. Im Oktober 2013 gastierte sie beim Steinegg Live Festival.